# Жуків Яр (заказник)
Жуків Яр — ландшафтний заказник місцевого значення в Україні. Розташований у межах  Понорницької громади Новгоро-Сіверського району Чернігівської області.
Площа — 118  га. Статус присвоєно згідно з рішенням Чернігівської обласної ради від 11.04.2000 року. Перебуває у віданні ДП «Холминське лісове господарство»: кв. 54, 55 Понорницького лісництва.
Охороняється ділянка листяного лісу віком близько 130 років, де у складі порід переважають дуб звичайний, ясен звичайний, сосна звичайна, липа серцелиста, береза повисла, осика. Ліс росте на схилах і ярах крутизною 10-30°, має важливе ґрунтозахисне, протиерозійне і водорегулююче значення.
У центрі лісового урочища знаходиться трав'яне осокове, осоково-злакове болото, що відіграє важливу роль у регулюванні водного режиму і рівня ґрунтових вод прилеглих територій.
Входить до складу Мезинського національного природного парку.